# Cristina Inocencio
Cristina Inocencio Pretel (1969 ) es una botánica, y profesora española. Desarrolla actividades académicas en el Departamento de Biología Vegetal, de la Facultad de Biología, en la Universidad de Murcia.

## Algunas publicaciones
- d. Rivera, c. Inocencio, c. Obón, a. Reales, f. Alcaraz. 2006. Capparis spinosa L. (Capparaceae): The application of the name after study of the lectotype and typification of C. sicula Veill. and C. orientalis Veill. Taxon

- cristina Inocencio, diego Rivera, ma concepción Obón, francisco Alcaraz, josé-antonio Barreña. 2006. A systematic revision od Capparis section capparis (Capparaceae). Ann. of the Missouri Bot. Garden 93 (1): 122-149 doi: http://dx.doi.org/10.3417/0026-6493(2006)93[122:ASROCS]2.0.CO;2

- ---------------------, r. Cowan, c. Rivera, f. Alcaraz, f. Fay. 2005. AFLP fingerprinting in Capparis L. subgenus Capparis (Capparaceae) related to the commercial sources of capers. Genet. Res. & Crop Evol 52: 137–144

- ---------------------, f. Alcaraz, f. Calderón, c. Obón, d. Rivera. 2002. The use of floral characters in Capparis sect. Capparis to determine the botanical and geographical origin of capers. Eur. Food Res. Technol 214: 335–339

- ---------------------. 2001. Caracterización de Capparis subgénero Capparis (Capparaceae). Universidad de Murcia. Murcia. (Ph.D. Thesis.).

- ---------------------, d. Rivera, f. Alcaraz, f. Tomás-Barberán. 2000. Flavonoid content of commercial capers (Capparis spinosa, C. sicula and C. orientalis). Eur. Food Res. Technol 212: 70–74

### Libros
- cristina Inocencio pretel, francisco josé Alcaraz ariza, segundo Ríos ruiz. 1998. El Paisaje vegetal de la cuenca albacetense del Guadalmena. Instituto de estudios albacetenses: Estudios 100. Ed. ilustr. de Instituto de Estudios Albacetenses, 327 pp. ISBN 8487136796, ISBN 9788487136795
- La abreviatura «Inocencio» se emplea para indicar a Cristina Inocencio como autoridad en la descripción y clasificación científica de los vegetales.[2]